# رود سورون
رود سورون رودی است به کانال بریستول می‌ریزد. این رود از کشور بریتانیا می‌گذرد.